# Choketawee Promrut
Choketawee Promrut (thailändisch โชคทวี พรหมรัตน์, RTGS Chokthawi Promrat, Rufname Chok; * 16. März 1975 im Amphoe Thai Mueang, Provinz Phang Nga) ist ein thailändischer Fußballtrainer und ehemaliger Fußballspieler.

## Karriere

### Spieler

#### Verein
Seine Karriere begann Choketawee beim damaligen Gewinner der AFC Champions League, dem FC Thai Farmers Bank. 1995 wurde er mit dem Verein thailändischer Meister, konnte den Queen’s Cup gewinnen und zählt als Gewinner der AFC Champions League 1995. Den Queen’s Cup konnte er noch zwei weitere Male gewinnen, und Choketawee wechselte zum Ende der Saison 2000 nach Singapur in die S-League. Dort spielte er ein Jahr für Gombak United und zwei weitere für Tanjong Pagar United. Er ging 2002 zurück nach Thailand und spielte für den Thai Premier League Neuling FC Bangkok Christian College. Doch auch Choketawee konnte nicht verhindern, dass der Verein in die zweite Liga absteigen musste. Er blieb noch ein weiteres Jahr bei dem Klub und spielte mit ihm in der Thailand Division 1 League, der direkte Wiederaufstieg gelang jedoch nicht. 2004 ging er erneut für ein Jahr nach Singapur, diesmal zu den Tampines Rovers. Der Zwischenstation Hoàng Anh Gia Lai folgte die Rückkehr zu den Rovers. Bei Hoang Anh Gia Lai spielte er zusammen mit Tawan Sripan, Kiatisak Senamuang und Dusit Chalermsan. Dem Verein gelang nicht der erneute Triumph in der Meisterschaft und damit die Qualifikation zur AFC Champions League. Da der Verein zu viele Ausländer im Kader hatte, entschloss man sich, Choketawee aus seinem Vertrag zu entlassen. Nach einem kurzen Aufenthalt in Malaysia beim Klub Johor FC, ging er endgültig zurück nach Thailand. Er unterschrieb einen Vertrag beim FC Provincial Electricity Authority und konnte bei diesem Verein seinen zweiten Meistertitel in Thailand erringen. Von Januar 2009 bis Juni 2009 spielt Choketawee in der zweiten thailändischen Liga für den FC Customs Department. Zur Rückrunde wechselte er zum PTT Rayong FC. Der Verein aus Rayong spielte ebenfalls in der Zweiten Liga. 2010 stand er beim Nonthaburi FC in Nonthaburi unter Vertrag. Am 1. Januar 2011 beendete er seine Karriere als Fußballspieler.

#### Nationalmannschaft
Für die Nationalmannschaft Thailands bestritt er sein erstes großes Turnier im 1994. Mit der U-23-Mannschaft nahm er an den Asienspielen 1994 teil. Vermutlich 1997 lief er das erste Mal für die Senioren auf. 1998 nahm er mit der Nationalelf an den ASEAN-Fußballmeisterschaften teil und war der Mannschaft, welche an einem Skandal im Vorrundenspiel beteiligt war. Im letzten und entscheidenden Gruppenspiel wollte weder Thailand noch Indonesien das Spiel gewinnen, denn der Gewinner des Spiels – und damit der Gruppensieger – hätte im Halbfinale in Vietnam antreten sollen. Jedoch war keine der beiden Mannschaften daran interessiert, dort spielen zu wollen. Nachdem die erste Halbzeit 0:0 endete, fielen in der zweiten Hälfte noch 5 Tore. Das letzte Tor fiel durch ein Eigentor des Indonesischen Spielers Mursyid Effendi in der 89. Minute. Der indonesische Torhüter machte keine Anstalten den Ball halten zu wollen und Thailand stand damit im Halbfinale. Thailand ging im Halbfinale mit 0:3 gegen Vietnam unter. Beim 0:3 gegen Vietnam stand er in der Anfangsformation.
1999 gewann er mit der Mannschaft die Goldmedaille bei den Südostasienspielen. Es war seine erste und einzige Chance an dem Turnier teilzunehmen. Ab 2001 wurde das Turnier auf U-23-Spieler beschränkt. Sowohl 2000, als auch 2004 gehörte er zum Kader der Elf, welche an den Fußball-Asienmeisterschaften teilnahm. Beide Male konnte auch er Thailand nicht zu einem Sieg verhelfen. Sein bisher letztes größeres Turnier, welches er bestreiten konnte, war die ASEAN-Fußballmeisterschaft 2007. Im Finale unterlag er mit dem Team der Nationalmannschaft Singapurs.
2001 stand Choketawee im Kader der Nationalelf, welche ein Freundschaftsspiel gegen Manchester United bestritt.

### Trainer
Choketawee Promrut begann seine Trainerkarriere als Interimstrainer beim Erstligisten EC Tero Sasana FC in Bangkok. Hier stand er vom 11. Juli 2013 bis 10. August 2013 an der Seitenlinie. 2014 war er Co-Trainer bei der thailändischen U23-Nationalmannschaft und der A-Nationalmannschaft. Ende Mai 2015 war er einen Monat als Cheftrainer für die U23-Mannschaft verantwortlich. Im Januar 2016 übernahm er das Traineramt beim Drittligisten Udon Thani FC in Udon Thani. Am Ende der Saison feierte er mit Udon Thani die Meisterschaft der North/Eastern-Region. Von Anfang 2017 bis März 2017 stand er beim Dome FC als Trainer unter Vertrag. Der Verein aus Bangkok spielte in der Vierten Liga, der Thai League 4. Im April 2017 wechselte er zum Chiangmai FC. Mit dem Verein aus Chiangmai spielte er in der Zweiten Liga. Ende 2017 wurde sein Vertrag nicht verlängert. Von Ende 2016 bis Mitte 2019 war er wieder Co-Trainer bei der Nationalmannschaft. Der Port FC, ein Erstligist aus Bangkok, verpflichtete ihn am 21. Juli 2019. Mit Port gewann er im November 2019 den FA Cup. Das Endspiel gegen Ratchaburi Mitr Phol gewann Port mit 1:0. Für Port stand er bis Ende März 2020 an der Seitenlinie. Ende August 2021 übernahm er bis Saisonende das Traineramt beim Drittligisten Nakhon Si United FC in Nakhon Si Thammarat. Im August 2021 wurde er wieder Co-Trainer bei der thailändischen U23-Nationalmannschaft. Das Amt hatte er bis Anfang Februar 2023 inne. Am 6. Februar 2023 wurde er Co-Trainer von Surapong Kongthep beim Erstligisten Port FC. Am 3. November 2024 übernahm er, nachdem Rangsan Viwatchaichok entlassen wurde, übergangsweise das Amt des Cheftrainers. Am 11. November 2024 übergab er das Amt an Rangsan Viwatchaichok.

## Erfolge

### Erfolge als Spieler

#### Verein
Thai Farmers Bank
- AFC Champions League: 1995
- Thai Premier League: 1995
- Queen’s Cup: 1995, 1996, 1997

FC PEA
- Thai Premier League: 2008

#### Nationalelf
- Teilnahme an der Endrunde zur Fußball-Asienmeisterschaft: 2000, 2004
- ASEAN-Fußballmeisterschaft: 2007 Finalist
- Südostasienspiele: Goldmedaille 1999
- Asienspiele 1994 (U-23)

### Erfolge als Trainer
Udon Thani FC
- Regional League Division 2 – North/East: 2016

Port FC
- FA Cup: 2019

## Erläuterungen/Einzelnachweise
1. ↑  vietbao.vn: Bericht über die Verpflichtung (Memento vom 15. August 2009 im Internet Archive)
2. ↑  thestar.com.my: Johor FC drop plans to sign Mukasi (Seite nicht mehr abrufbar, festgestellt im April 2018. Suche in Webarchiven)  Info: Der Link wurde automatisch als defekt markiert. Bitte prüfe den Link gemäß Anleitung und entferne dann diesen Hinweis.
3. ↑  rsssf.org: Uzbekistan International Matches - Details 1992–1999
4. ↑  rsssf.org: Details des Turniers
5. ↑  youtube.com: Bilder und Tore des Spiels
6. ↑  rsssf.org: Details des Turniers mit Kader
7. ↑  rsssf.org: Details des Turniers mit Kader
8. ↑  thaifootball.com: Spielbericht und Aufstellung

| Personendaten    | Personendaten                 |
| ---------------- | ----------------------------- |
| NAME             | Choketawee Promrut            |
| ALTERNATIVNAMEN  | Chokthawi Promrat             |
| KURZBESCHREIBUNG | thailändischer Fußballspieler |
| GEBURTSDATUM     | 16. März 1975                 |
| GEBURTSORT       | Phang-nga                     |